# Estany del Clot
L'Estany del Clot, o de les Socarrades, o d'en Clemenç, és un estany d'origen glacial o gorg de la comuna de Noedes, a la comarca del Conflent, de la Catalunya del Nord.
És l'inferior i més oriental dels estanys de Noedes, a la capçalera de la vall del mateix nom, al peu de la Serra de Madres. La seva aigua prové del Gorg Estelat i d'ací continua per la Ribera de Noedes primer, i del Callan, després, acaba desguassant a la Tet.
És un punt de pas obligat per a les excursions de la vall de Noedes, cap als seus estanys, el Gorg Blau i el Gorg Estelat.